# ساناريلي
سَنيَرلّة (Sagnarelli، نقحرة: ساغناريلي) هي نوع من المعكرونة ذات شكل شريطي. تكون على هيئة شرائط مستطيلة مع حواف مخددة. وعادة ما تقدم مع صلصة كريمية.